# Haemanota sanguidorsia
Haemanota sanguidorsia là một loài bướm đêm thuộc phân họ Arctiinae, họ Erebidae.